# Jim Lee
Jim Lee (Dél-Korea, Szöul, 1964. augusztus 11. –) képregényrajzoló, kiadóvezető,  az 1990-es évek új amerikai képregényrajzolói hullámának egyik kiemelkedő képviselője.

## Pályafutás
Jim Lee Koreában született, de már Amerikában nőtt fel. Noha a Princeton Egyetemen pszichológiát hallgatott, és szándékában az apai hagyományt követve az orvosi pályára lépni, mégis beiratkozott egy szépművészeti iskolába is, és miután azt 1986-ban elvégezte, úgy döntött, hogy megpróbálkozik a képregényrajzolással.
Annak ellenére, hogy azelőtt mindössze egy címlapot rajzolt egy kisebb kiadónak, a Marvel Comics azonnal munkát adott neki, és rábízta az Alpha Flight (Alfa Különítmény) és a Punisher War Journal (A Megtorló háborús naplója) című sorozatokat.
1989-ben beugróként dolgozott rövidebb ideig az Uncanny X-Men sorozaton (éppen az első X-Menje megjelent a magyar kiadásban is), és a stílusa annyira megtetszett a rajongóknak, hogy nem is volt kérdéses, ki lesz Marc Silvestri utóda, amikor az távozott a címtől.
Jim Lee X-Menje óriási sikert ért el, és egyre nagyobb beleszólást kapott a történetek irányításába, az egyes figurák szerepeltetésébe. Direkt az ő kedvéért egy új, jelző nélküli X-Men sorozatot is indított a Marvel, amelyet Chris Claremont írt az ő szájíze szerint. Ám ennek ellenére több más fiatal sztárrajzolóval (Todd McFarlane, Rob Liefeld, Marc Silvestri, Erik Larson) együtt otthagyta a Marvelt, és létrehozta az Image Comics-ot. Elégedetlenségük fő oka az volt, hogy csak fix oldalárat fizettek nekik, függetlenül attól, hogy mennyire népszerűek a sorozataik, illetve a füzetek műszaki minőségét is kifogásolták.
Az Image csoportban ezzel szemben mindenki az eladások függvényében kapott jogdíjat, és sokkal jobb papírra, igényesebb színezéssel állították elő a képregényeket. Lee munkáit Wildstorm Productions néven készítette, amelynek a zászlóshajója a WildCATs című, erősen az X-Menre emlékeztető csapat kalandjait taglaló sorozat lett, de ő indította útjára a Stormwatch, Gen13, DV8, Backlash és Grifter sorozatokat is. Ám mint a cég vezetője, Lee egyre kevesebbet tudott rajzolni, inkább csak tervezett és ötleteket adott.
1996-ban Lee Rob Liefelddel együtt egy évre visszatért a Marvelhez, hogy új életet leheljenek néhány korábban sikeres, ám akkoriban gyengébb eladásokat produkáló címbe. Lee-nek egy új Fantasztikus Négyes sorozat tervezése-rajzolása és egy Iron Man (Vasember) sorozat írása jutott, de az ő csapatának kellett a Captain America (Amerika Kapitány) és a Bosszú Angyalai sorozatokat is lezárnia, mivel azoknál kevésbé sikerült az újraindítás. A négy sorozat zárószámában a Marvel-hősök a Wildstorm-univerzum figuráival találkozhattak.
A Wildstormot 1998-ban felvásárolta a DC Comics, de Lee alelnöki státuszban továbbra is felügyelhette az ő márkaneve alatt futó sorozatokat. Mivel az adminisztrációs terhek lekerültek a válláról, újra több rajzolói munkát tudott vállalni, és a DC legnevesebb figuráira kapott megbízást. Jeph Loeb-bel karöltve amolyan jutalomjátékként készíthette el 2003-ban a 12 részes Batman: Hush sztorit, majd ennek átütő sikere nyomán (12 hónapből 11-szer a Batmanből adták el a legtöbb példányt ebben az időszakban) a hasonló terjedelmű Superman: For Tomorrow-t Brian Azzarello-val.
2005-ben indult az All-Star Batman and Robin sorozat, és 2006-ban Lee visszatért a Wildcats-hez. Az új, immáron negyedik sorozatot Grant Morrison írja.

## Kiemelkedő munkái
- Alpha Flight 51, 53, 55–64 (Írta Bill Mantlo, Marvel, 1987–88)
- Punisher: War Journal 1–12 (Marvel, 1988–89)
- Uncanny X-Men 248, 256–258, 267–277 (Írta Chris Claremont, Marvel, 1990–91)
- X-Men 1–11 (Írta Chris Claremont, Scott Lobdell és Jim Lee, Marvel, 1991–92)
- WildC.A.T.s 1–13 (Írta Brandon Choi és Chris Claremont, Image/Wildstorm, 1992–94)
- Fantastic Four  1–6 (Írta Brandon Choi és Jim Lee), 7–12 (rajzolta Brett Booth és Ron Lim) (Marvel, 1996–97)
- Batman 608–619 (Írta Jeph Loeb, DC Comics, 2002–03)
- Superman 204–215 (Írta Brian Azzarello, DC Comics, 2004–05)
- All-Star Batman and Robin 1- (Írta Frank Miller, DC Comics, 2005 óta )

## Munkái magyarul
- X-Men 35, 1996 november (Írta Chris Claremont, eredetileg: Uncanny X-Men 248, fordította Oláh Gábor).
- Batman: Denevérré válni (Írta Warren Ellis, in Fekete-Fehér Képregényantológia 3, 2005, fordította Gátszegi Gergely).
- Batman: Hush 1-3 (Írta Jeph Loeb, 2006–2007, Képes Kiadó, fordította Oroszlány Balázs és Bayer Antal).